# 1. Division 1923/1924
Dvacátý čtvrtý ročník 1. Division (1. belgické fotbalové ligy) se konal od 2. září 1923 do 18. května 1924.
Soutěže se zúčastnilo opět 14 klubů a sestupovalo již nově tři kluby. Sezonu vyhrál podruhé v klubové historii Beerschot VAC. Nejlepším střelcem se stal opět hráč RRC Brusel Charles Jooris, který vstřelil 18 branek.